# Sikh-Diaspora
Dieser Artikel wurde in der Qualitätssicherung Religion eingetragen. Hilf mit, die inhaltlichen Mängel dieses Artikels zu beseitigen, und beteilige dich an der Diskussion.
Die Sikh-Diaspora ist die Sikh-Migration aus dem traditionellen Gebiet der Punjab-Region. Der Sikhismus ist eine Religion und ihre historische Heimat ist die Punjab-Region. Nahezu alle etwa drei Millionen in der Diaspora lebenden Sikhs sind Teil der Diaspora der Punjabis.
Als Ausgangspunkt der Diaspora wird allgemein angenommen, dass sie nach dem Sturz des Sikh-Reiches im Jahr 1849 und der anschließenden Annexion des Reiches in das Britische Raj begann. Die berühmteste Persönlichkeit der Sikh-Diaspora war der erste, Maharajah Duleep Singh, der letzte Kaiser der Sikhs, welcher in ein lebenslängliches Exil des britischen Rajs gezwungen wurde.
Es besteht ein reger Austausch „zwischen den indischen und den im Ausland lebenden Gruppen“, sodass die Diaspora durch ihre „Erfahrungen im Umgang mit Pluralität“ zur Entwicklung des Sikhismus beiträgt.
Die meisten Sikhs außerhalb Punjabs leben in Kanada und Großbritannien. In Deutschland lebten 2016/17 zwischen 18.000 und 25.000 Sikhs. Das Sikh Forum Deutschland nennt für Deutschland eine Zahl von „30.000 – 40.000 Tausend [Stand 2020]“.